# Binsen-Quecke
Die Binsen-Quecke (Elymus farctus, Syn.: Thinopyrum junceum, Elytrigia juncea), auch Strand-Quecke oder Strandweizen genannt, ist eine Pflanzenart aus der Gattung der Quecken (Elymus) innerhalb der Familie der Süßgräser (Poaceae).

## Beschreibung

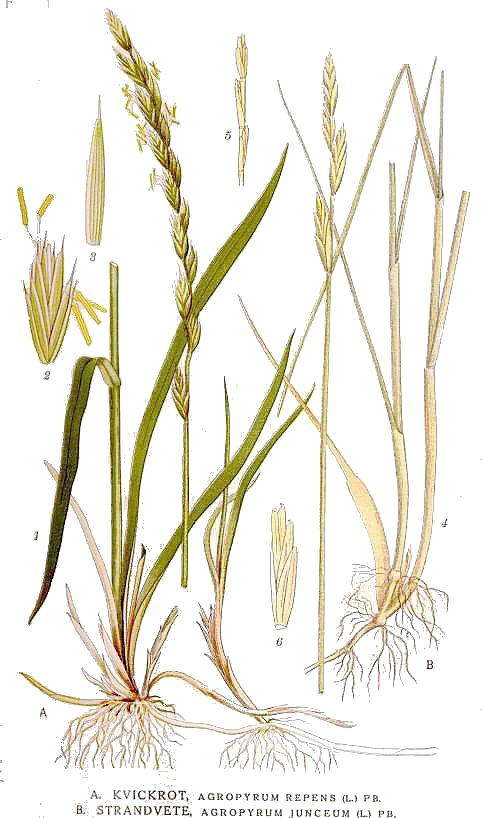
Binsen-Quecke in der Illustration B (rechts)

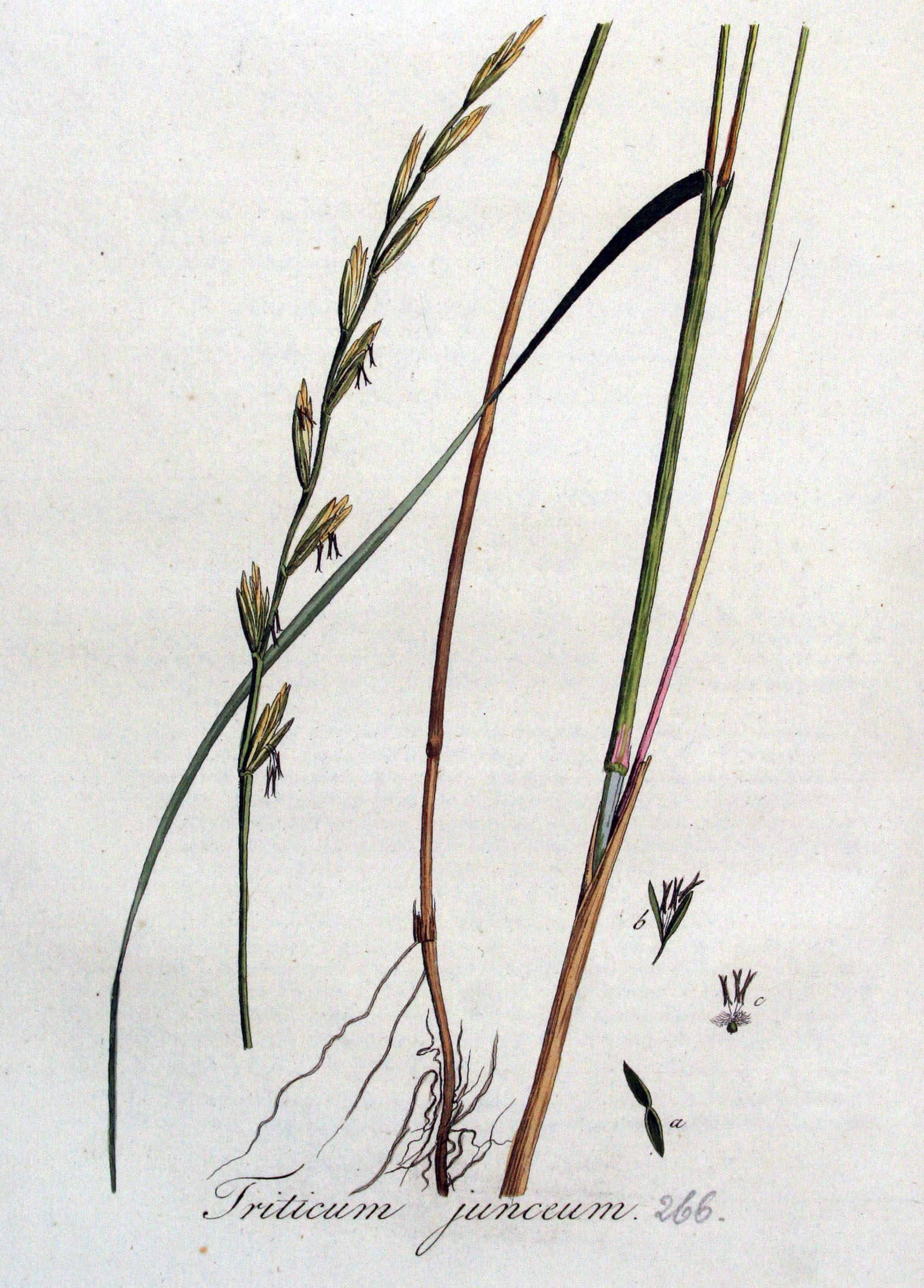
Illustration aus Flora Batava, Volume 4

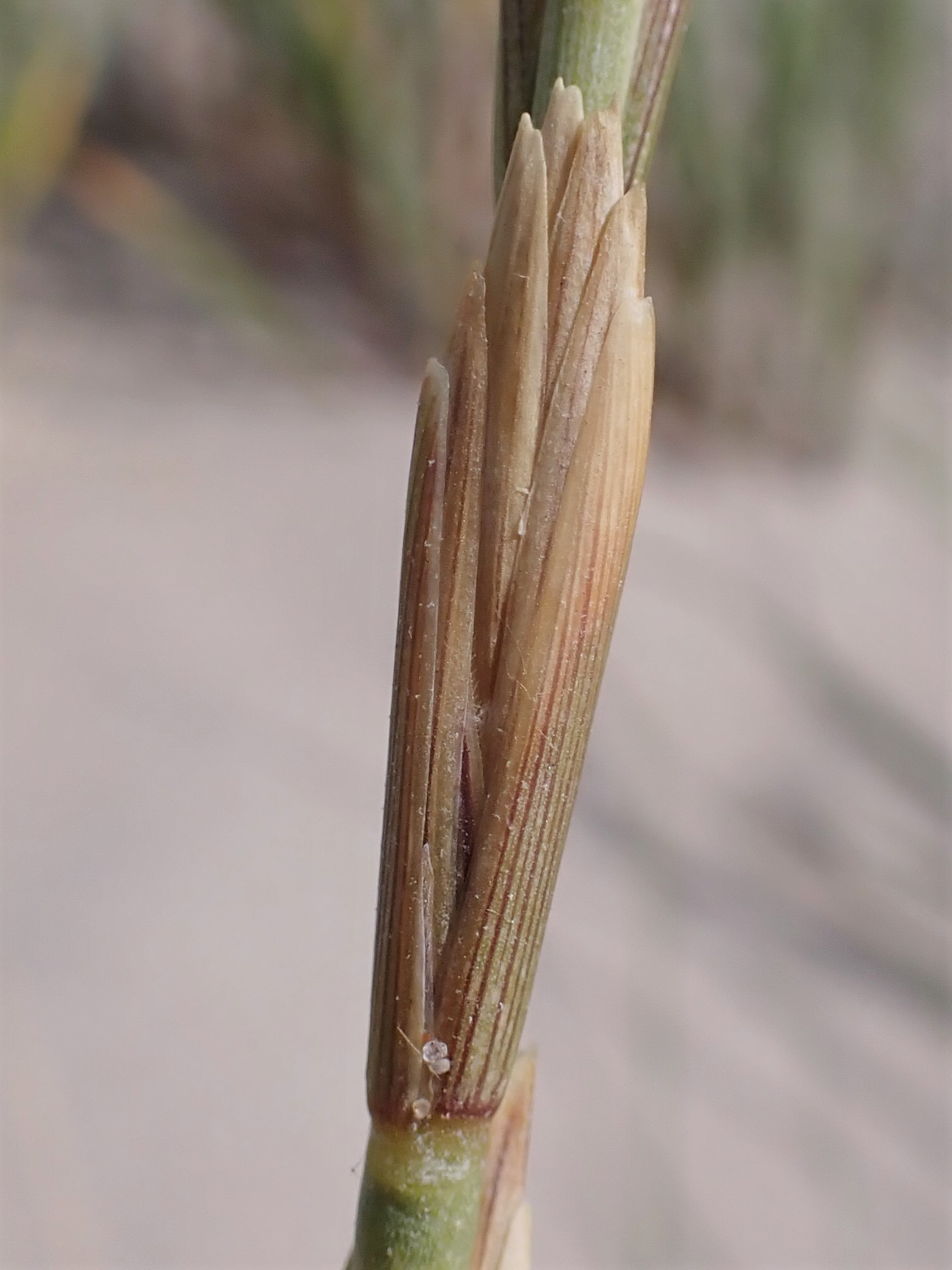
Ährchen

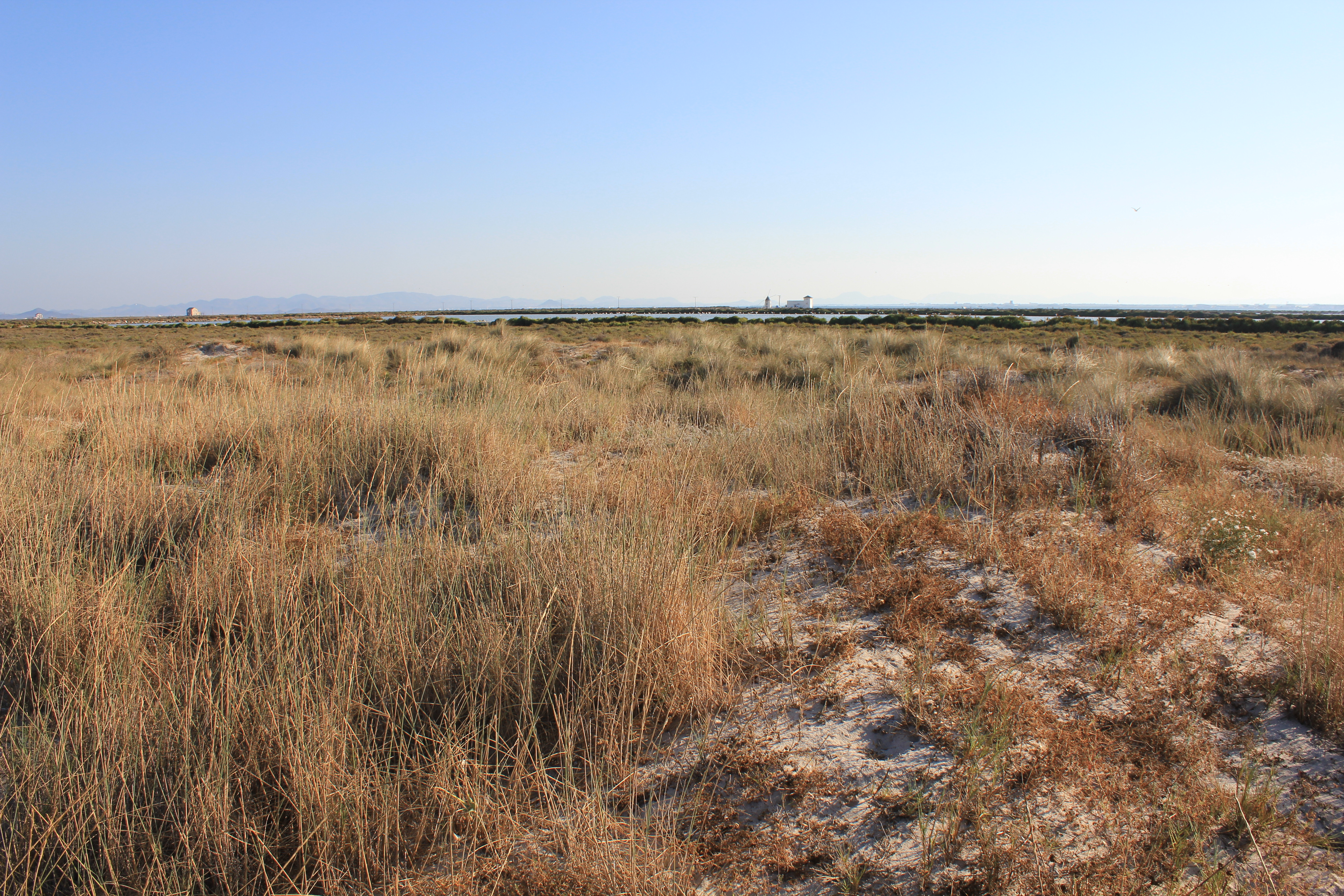
Bestand der Binsen-Quecke in Spanien

### Vegetative Merkmale
Die Binsen-Quecke wächst als ausdauernde krautige Pflanze und erreicht Wuchshöhen von 20 bis 60 Zentimetern. Es sind lange Rhizome vorhanden. Die Halme sind aufrecht.
Die am Halm verteilt angeordneten Laubblätter sind in Blattscheide und Blattspreite gegliedert. Die kahlen Blattscheiden besitzen keine Öhrchen. Das häutige Blatthäutchen (Ligula) ist 0,5 bis 1 Millimeter lang, gestutzt und ist nicht bewimpert. Die einfache, steife oder feste, blau-grüne Blattspreite ist flach oder nach oben eingerollt, 10 bis 35 Zentimeter lang sowie 2 bis 6 Millimeter breit mit stechend zugespitztem oberen Ende. Die Oberseite der Blattspreite ist gerippt und dicht flaumig behaart und die Unterseite ist kahl.

### Generative Merkmale
Es ist ein Ährengras. Der aufrechte einfache ährige Blütenstand ist 4 bis 20 Zentimeter lang. An der, an den Knoten zerbrechlichen, fast stielrunden Blütenstandsrhachis sind die sitzenden Ährchen mit ihrer Breitseite immer im Abstand vom einfachen bis doppelter ihrer Länge voneinander entfernt zweizeilig, anliegend angeordnet. Der Rhachisabschnitt fällt bei Reife mit dem darüberliegenden Ährchen ab.
Die fertilen Ährchen enthalten drei bis acht fertile Blüten und reduzierte Blüten am oberen Ende. Die Ährchen sind seitlich abflacht und bei einer Länge von 15 bis 28 Millimetern im Umriss länglich oder keilförmig. Die Ährchen zerfallen bei Reife Stück für Stück unter jeder fertilen Blüte. Die Verdickung der Deckspelze am Ansatzpunkt der Blüte an der Achse des Ährchens ist kahl mit gestutzter Basis. Die Achsenabschnitte sind von den Deckspelzen verdeckt.
Die haltbaren, bei einer Länge von 9 bis 20 Millimeter länglichen Hüllspelzen sind fast gleich, etwas verschieden in der Breite und kürzer als die Ährchen und am oberen Ende spitz. Die untere Hüllspelze ist ledrig sowie glatt mit einem Kiel und sieben bis acht Nerven, von denen die seitlichen gerippt sind. Die untere Hüllspelze ist lederig sowie glatt mit einem Kiel und sieben bis elf Nerven, von denen die seitlichen gerippt sind. An der Hüllspelze ist keine Granne vorhanden.
Die Hüllspelzen sind 0,9-mal so lang oder gleich lang wie die angrenzenden fertilen Deckspelzen. Die fertilen Deckspelzen sind ledrig und bei einer Länge von 11 bis 20 Millimetern länglich und gekielt sowie fünfnervig. Das obere Ende der Deckspelze ist ausgerandet oder stumpf mit einer Stachelspitze. Die Vorspelzen 0,8-mal so lang wie die Hüllspelzen. Die Vorspelzen sind lanzettlich und zweinervig mit bewimperten Kielen. Die obersten Blüten sind steril und ähneln den fertilen, nur dass sie nicht vollentwickelt sind. Die zwei Lodiculae (Schwellkörper) sind häutig und elliptisch. Die drei Staubbeutel sind 6 bis 8 Millimeter lang. Der Fruchtknoten ist flaumig behaart am oberen Ende. Die zwei Narben ragen seitlich heraus.
Die ungestielte, spindelförmige, isodiametrische, glatte Karyopse besitzt ein anhaftendes Perikarp und keinen Sulcus; am oberen Ende ist kein Anhängsel vorhanden. Der Embryo 0,2-mal so lang wie die Karyopse. Das linealisch Hilum 0,9-mal so lang wie die Karyopse. Das Endosperm mehlig.
Die Chromosomenzahl beträgt 2n = 28.

## Ökologie
Die Vermehrung erfolgt auch vegetativ durch die Ausläufer. Die Binsen-Quecke ist plurienn-pollakanth, das bedeutet ein Exemplar blüht und fruchtet mehr als einmal in seinem Leben, sie ist also ausdauernd. Es liegt Proterandrie (Vormännlichkeit) vor. Die Bestäubung erfolgt durch den Wind. Die Binsen-Quecke ist selbstinkompatibel, das bedeutet Selbstbefruchtung und Samenansatz wird durch einen genetisch festgelegten Mechanismus verhindert. Diasporen sind die Karyopsen.

## Vorkommen
Elymus farctus kommt in Nord-, Mittel-, Südwest-, Südost-, und Osteuropa, Nordafrika und Makaronesien, Westasien weitverbreitet und in Australien, Neuseeland und in Nordamerika ein Neophyt. Es gibt Fundorte Frankreich inklusive Korsika, Portugal, Spanien inklusive Balearen, im nördlichen Algerien, in Marokko, Tunesien, im nordwestlichen Libyen, nördlichen Ägypten, in Israel, Libanon, im westlichen Syrien, in der westlichen Türkei, in Zypern, Griechenland inklusive Kreta, Albanien, Bulgarien, Rumänien, Kroatien, Slowenien, Italien inklusive Sardinien sowie Sizilien, Deutschland, Belgien, Niederlande, Polen, Vereinigtes Königreich, Irland, Färöer-Inseln, Dänemark, Schweden, Finnland, Norwegen, Spitzbergen, Jan Mayen, Estland, Lettland, Litauen, Ukraine, auf der Krim und in Georgien.
In Deutschland ist die Binsen-Quecke an den Nord- und Ostseeküsten ziemlich verbreitet. Die Binsen-Quecke gilt für ganz Deutschland und für die Bundesländer, in denen sie vorkommt, als nicht gefährdet.
Die Binsen-Quecke ist ein Element der Stranddünen-Gesellschaften (Klasse: Ammophiletea arenariae) und Kennart der Assoziation Agropyretum juncei (Elymetum farcti) Tx. 1937 corr. Oberd. 1983 (Agropyretum boreo-atlanticum Tx. 1937) aus dem Verband Elymo-Honkenyion peploidis.
Die Binsen-Quecke kommt an der Küste in den Außendünen vor, meist zusammen mit dem Gewöhnlichen Strandhafer (Ammophila arenaria) und dem Strandroggen (Leymus arenarius), auch in der Weißen und Grauen Düne, fruchtet dort aber nicht. Kommt an der Nordseeküste eingebürgert vor in den Steinpackungen der Deiche, an der Ostseeküste auf Strandwällen und am Fuß von Steilufern.
Die Binsen-Quecke gedeiht auf Sandböden, insbesondere auf Dünen, und verfestigt durch ihre weit verzweigten und robusten Rhizome den Boden und hält Flutsand fest. Hierdurch ist diese salztolerante Pflanze an der Entstehung von Primärdünen beteiligt.

## Taxonomie und Systematik
Die Erstveröffentlichung erfolgte 1804 unter dem Namen (Basionym) Triticum farctum durch den italienischen Botaniker Domenico Viviani (1772–1840) in Annali di Botanica (Genoa) Band 1(2), S. 159, tab. 8. Die Neukombination zu Elymus farctus (Viv.) Runemark ex Melderis erfolgte 1978 durch den schwedischen Botaniker Hans Runemark (* 1927) bei Aleksandre Melderis in Botanical Journal of the Linnean Society, Band 76(4), S. 382. Das Artepitheton farctum/farctus bedeutet „vollgestopft“.
Synonyme für Elymus farctus (Viv.) Runemark ex Melderis sind: Agropyron farctum Boiss., Agropyron farctum (Viv.) Rothm., Agropyron ×hackelii Druce, Agropyron junceiforme (Á.Löve & D.Löve) Á.Löve & D.Löve, Agropyron junceum (L.) P.Beauv., Agropyron sartorii (Boiss. & Heldr.) Grecescu, Braconotia juncea (L.) Godr., Bromus truncatus Scop., Elymus junceiformis (Á.Löve & D.Löve) Hand & Buttler, Elymus multinodus Gould, Elymus striatulus Runemark, Elytrigia farcta (Viv.) Holub, Elytrigia juncea (L.) Nevski, Elytrigia junceiformis Á.Löve & D.Löve, Elytrigia mediterranea (Simonet) Prokudin, Elytrigia sartorii (Boiss. & Heldr.) Holub, Elytrigia striatula (Runemark) Holub, Festuca juncea (L.) Moench, Frumentum junceum (L.) E.H.L.Krause, Thinopyrum junceiforme (Á.Löve & D.Löve) Á.Löve, Thinopyrum junceum (L.) Á.Löve, Thinopyrum runemarkii Á.Löve, Thinopyrum sartorii (Boiss. & Heldr.) Á.Löve, Triticum glaucum Link, Triticum junceum L., Triticum litoreum Brot., Triticum sartorii (Boiss. & Held.) Boiss. & Heldr. ex Nyman.
Der akzeptierte Name scheint Thinopyrum junceum (L.) Á.Löve zu sein. Die Gattung Thinopyrum wurde 1980 durch Áskell Löve in Taxon, Band 29, S. 351 aufgestellt (Áskell Löve: Conspectus of the Triticeae. In: Feddes Repertorium Band 95, 1984, S. 425–521) und enthält etwa 20 Arten. Die Zugehörigkeit zu den Gattungen Elymus, Thinopyrum und Elytrigia wird kontrovers diskutiert.
Man kann 2 Unterarten unterscheiden:
- Elymus farctus subsp. boreoatlanticus (Simonet & Guin.) Melderis (Syn.: Elytrigia juncea subsp. boreoatlantica (Simonet & Guin.) Hyl., Elytrigia junceiformis Á. Löve & D. Löve, Elymus junceiformis (Á. Löve & D. Löve) Hand & Buttler): Sie kommt auf den Kanaren, in Marokko, Frankreich, Großbritannien, Irland, Belgien, den Niederlanden, Deutschland, Dänemark, Polen, Ukraine, Litauen, Estland, Lettland, Norwegen, Schweden, Finnland und Spitzbergen vor.[17]
- Elymus farctus subsp. farctus (Syn.: Elytrigia juncea subsp. juncea): Sie kommt an den Küsten des Mittelmeers vor.[12]